# 3D Lemmings
3D Lemmings (или Lemmings 3D в Северной Америке) это головоломка, выпущенная в 1995 году, разработанная Clockwork Games и опубликованная Psygnosis. Геймплей, как и оригинальная игра Lemmings, требует от игрока привести всех леммингов к выходу, предоставив им соответствующие «навыки». Это была первая игра серии Lemmings, которая отображается в 3D. Она была выпущена для MS-DOS, PlayStation, и Sega Saturn.

## Геймплей

Уровень в 3D Lemmings

3D Lemmings воспроизводится с использованием четырех различных подвижных камер для передвижения и получения обзора уровня. Хотя некоторые уровни имеют фиксированные камеры, большую часть времени их можно свободно перемещать в любое время, хоть и без возможности наклона вверх или вниз. Другой вариант просмотра — «виртуальный лемминг», который позволяет игроку видеть в глазах выбранного лемминга.
Доступны все навыки из оригинальной игры, с одной новой: токарь. Токарь похож на блокатор, поскольку он стоит в одном месте и может быть удален только путем взрыва или быть выкопанным из-под него. Однако вместо того, чтобы заставить других леммингов вернуться назад, он направляет их на 90 градусов либо влево, либо вправо, как выбрал игрок. Расположенные по диагонали блоки в уровнях также будут заставляют леммингов перемещаться влево или вправо (в основном отражая их).
Одним из побочных продуктов 3D является важность обработки камеры. Несмотря на то, что на большинстве уровней не требовались сложные настройки камеры, некоторые уровни могли быть решены только в том случае, если игрок был достаточно опытным, чтобы правильно перемещать камеру — или с помощью режима Виртуального Лемминга. Например, один уровень показал массивный нерушимый блок стены с леммингами, прибывающие сверху него; единственный способ, которым игрок мог доставить леммингов на нижний этаж, — это прорыть через определенную часть блока, который остался разрушаемым, и единственный способ справиться с этим — использовать режим Виртуального Лемминга, потому что игрок не мог подгонять камеру через отверстие. Некоторые уровни включали комнаты или залы, где камера не могла войти (или выйти из нее), и игроку приходилось заглядывать через окна или использовать режим Виртуального Лемминга.
Уровни снова делятся на четыре уровня сложности: Fun, Tricky, Taxing and Mayhem. Есть 20 уровней каждой сложности, с 20 уровнями практики, чтобы узнать о разных игровых элементах. Каждый уровень снова имеет заданное количество леммингов и может быть возвращен с помощью паролей.
Кат-сцены показаны в конце определенных этапов уровня, которые содержат леммингов из различных тем 3D Lemmings (армия, компьютер и т. Д.).

## 3D Lemmings Winterland
Для 3D Lemmings на ПК был выпущен дополнительный пакет уровня/демоверсия 3D Lemmings Winterland, в которую вошли шесть новых уровней с зимней тематикой. Геймплей был идентичен стандартной игре.

## Отзывы
| Иноязычные издания   | Иноязычные издания |
| Издание              | Оценка             |
| -------------------- | ------------------ |
| EGM                  | 8/10 (PSX)         |
| Sega Saturn Magazine | 75 % (Saturn)      |

Четыре рецензента Electronic Gaming Monthly поставили версии на PlayStation 8 из 10, сославшись на «выдающуюся» 3D-графику и инновационный сложный игровой процесс. Марк Лефевр отметил, что «несколько углов камеры, режим обучения для новых игроков и невероятный интерфейс для очень сложной игры — это всего лишь несколько причин, по которым Lemmings 3D — победитель»,. GamePro оценили игру, утверждая, что 3D-представление запутанно и усугубляется плохим контролем и чрезмерным меню для навигации.
Роб Аллсеттер из журнала Sega Saturn Magazine прокомментировал, что 3D-концепция сделала игровой процесс громоздким и трудным в освоении: «После того, как вы познакомились с этим методом, у вас меньше хлопот, но есть еще те моменты, когда осталось всего несколько секунд, и вы обнаруживаете, что меняете угол камеры, чтобы фактически видеть что происходит, вместо того, чтобы выбирать лемминга для его спасения.» Он также жаловался, что головоломки в этой игре очень расстраивают.
PC Gamer US назвали 3D Lemmings «Лучшей головоломкой» 1995 года. Редакторы писали: «Если вы любите головоломки, 3D Lemmings должен быть в вашей коллекции.»